# Ashley Slater
Pour les articles homonymes, voir Slater.
Ashley Slater (né en 1961 en Californie) est un musicien naturalisé britannique.
En 1976, il part vivre en Écosse pour faire des études musicales et s'engager dans le Royal Scots en apprenti-trombone. Il s'inscrit également au National Centre for Orchestral Studies.
En 1988, il se tourne plutôt vers le funk et forme le groupe Microgroove, où il ne quittera pas son trombone. 
Il quittera ce groupe pour rencontrer Fatboy Slim, avec lequel il formera le groupe Freak Power, cette alliance produisant deux albums. Il continue sous le nom de Dr. Bone, sans trop de succès. Il collabore ensuite avec Rui da Silva et Fatboy Slim. Il sort Big Lounge Album Chill Out avec le producteur Steve Argüelles, où l'on retrouve toutes ses influences passées, du jazz au classique.

## Scandale
Ashley, sous le nom de Dr. Bones, a réalisé un clip le mettant en scène, faisant une autopsie, ce qui a scandalisé[réf. nécessaire].

## Discographie

### AvecCarla Bley
- 1993 : Big Band Theory